# Sprinteuropamästerskapen i kanotsport 2000
Sprinteuropamästerskapen i kanotsport 2000 anordnades i Poznań, Polen. 

## Medaljsummering

### Medaljtabell

#### Kanot och kajak
| Pl. | Nation    | Guld | Silver | Brons | Totalt |
| --- | --------- | ---- | ------ | ----- | ------ |
| 1   | Ungern    | 5    | 7      | 3     | 15     |
| 1   | Tyskland  | 5    | 7      | 3     | 15     |
| 3   | Polen     | 5    | 0      | 3     | 8      |
| 4   | Tjeckien  | 2    | 2      | 2     | 6      |
| 5   | Ukraina   | 2    | 2      | 1     | 5      |
| 6   | Ryssland  | 2    | 0      | 6     | 8      |
| 7   | Slovakien | 1    | 1      | 1     | 3      |
| 8   | Italien   | 1    | 1      | 0     | 2      |
| 8   | Israel    | 1    | 1      | 0     | 2      |
| 10  | Norge     | 1    | 0      | 0     | 1      |
| 10  | Litauen   | 1    | 0      | 0     | 1      |
| 12  | Rumänien  | 0    | 4      | 0     | 4      |
| 13  | Bulgarien | 0    | 1      | 3     | 4      |
| 14  | Spanien   | 0    | 0      | 4     | 4      |

### Herrar
| Gren      | Guld                                                                         | Tid      | Silver                                                                        | Tid      | Brons                                                                          | Tid      |
| C-1 200m  | Dmitro Sablin                                                                | 41,596   | Andreas Dittmer                                                               | 41,724   | Martin Doktor                                                                  | 41,744   |
| C-1 500m  | Maxim Opalev                                                                 | 1:49,107 | Andreas Dittmer                                                               | 1:49,147 | Nikolai Buhalov                                                                | 1:50,517 |
| C-1 1000m | Martin Doktor                                                                | 4:02,227 | Andreas Dittmer                                                               | 4:03,067 | Maxim Opalev                                                                   | 4:06,637 |
| C-2 200m  | Polen Paweł Baraszkiewicz Daniel Jędraszko                                   | 38,533   | Tjeckien Petr Procházka Jan Břečka                                            | 38,737   | Ryssland Alexander Artemida Konstantin Fomitjev                                | 38,985   |
| C-2 500m  | Polen Daniel Jędraszko Paweł Baraszkiewicz                                   | 1:42,309 | Rumänien Iosif Anisim Ionel Averian                                           | 1:42,687 | Ryssland Alexander Kovalev Alexander Kostoglod                                 | 1,43,941 |
| C-2 1000m | Polen Paweł Baraszkiewicz Michał Gajownik                                    | 3:43,665 | Rumänien Iosif Anisim Ionel Averian                                           | 3:43,815 | Ryssland Alexander Kostoglod Alexander Kovalev                                 | 3:43,869 |
| C-4 200m  | Tjeckien Jan Břečka Petr Procházka Karel Kožíšek Petr Fuksa                  | 35,515   | Ungern Ervin Hoffman Miklós Buzál Attila Végh György Kolonics                 | 35,727   | Ukraina Alexander Mostovenko Michail Slivinskij Sergij Klimniuk Dmitro Sablin  | 35,951   |
| C-4 500m  | Ryssland Vladimir Ladotja Pavel Konovalov Andrei Kabanov Vladislav Polzounov | 1:33,090 | Rumänien Chiriac Marcov Gheorghe Andriev Robert Vinturis Silviu Simiocencu    | 1:33,648 | Ungern Gábor Fürdök Gábor Iván Sándor Malomsoki Csaba Hüttner                  | 1:33,696 |
| C-4 1000m | Ungern György Zala György Kozmann Gábor Fürdök Gábor Iván                    | 3:22,784 | Rumänien Gheorghe Andriev Silviu Simiocencu Chiriac Marcov Robert Vinturis    | 3:23,954 | Tjeckien Petr Netušil Jan Machac Petr Fuksa Viktor Jirasky                     | 3:24,338 |
| K-1 200m  | Alvydas Duonėla                                                              | 39,967   | Oleksij Slivinskij                                                            | 36,991   | Jaime Acuna Iglesias                                                           | 36,999   |
| K-1 500m  | Ákos Vereckei                                                                | 1:37,944 | Michael Kolganov                                                              | 1:38,400 | Petar Merkov                                                                   | 1:39,144 |
| K-1 1000m | Michael Kolganov                                                             | 3:36,502 | Petar Merkov                                                                  | 3:36,682 | Lutz Liwowski                                                                  | 3:37,876 |
| K-2 200m  | Ukraina Michail Lutjnik Mykola Zaitjenkov                                    | 33,722   | Tyskland Tim Wieskötter Ronald Rauhe                                          | 33,890   | Slovakien Rastislav Kužel Martin Chorváth                                      | 33,942   |
| K-2 500m  | Tyskland Tim Wieskötter Ronald Rauhe                                         | 1:29,859 | Tjeckien Pavel Holubar Radek Zaruba                                           | 1:30,117 | Ungern István Beé Vince Fehérvári                                              | 1:31,269 |
| K-2 1000m | Norge Eirik Verås Larsen Nils Olav Fjeldheim                                 | 3:18,299 | Ungern Krisztián Veréb Krisztián Bártfai                                      | 3:19,199 | Ryssland Oleg Gorobii Jevgenj Salachov                                         | 3:19,349 |
| K-4 200m  | Slovakien Rastislav Kužel Juraj Kadnár Andrej Wiebauer Martin Chorváth       | 31,618   | Ukraina Mykola Zaitjenkov Michail Lutjnik Andrei Borzjukov Oleksij Slivinskij | 31,974   | Ungern Gyula Kajner István Beé Róbert Hegedűs Vince Fehérvári                  | 32,106   |
| K-4 500m  | Tyskland Stefan Ulm Jan Schäfer Mark Zabel Björn Bach                        | 1:21,513 | Slovakien Juraj Tarr Richard Riszdorfer Erik Vlček Róbert Erban               | 1:21,945 | Ryssland Anatoli Tistjenko Andrei Tjttjegolichin Oleg Gorobii Jevgenj Salachov | 1:22,203 |
| K-4 1000m | Tyskland Jan Schäfer Mark Zabel Björn Bach Stefan Ulm                        | 2:58,890 | Ungern Ákos Vereckei Botond Storcz Gábor Horváth Zoltán Kammerer              | 3:00,498 | Bulgarien Milko Kazanov Adrian Dushev Petar Merkov Petar Sibinkich             | 3:00,846 |

### Damer
| Gren      | Guld                                                             | Tid      | Silver                                                           | Tid      | Brons                                                                  | Tid      | 3:00,846 |
| K-1 200m  | Rita Kőbán                                                       | 42,624   | Josefa Idem                                                      | 42,676   | Elżbieta Urbańczyk                                                     | 42,824   |          |
| K-1 500m  | Rita Kőbán                                                       | 1:51,584 | Katrin Wagner                                                    | 1:52,824 | Elżbieta Urbańczyk                                                     | 1:54,094 |          |
| K-1 1000m | Josefa Idem                                                      | 4:04,210 | Kinga Bóta                                                       | 4:04,744 | Manuela Mucke                                                          | 4:06,777 |          |
| K-2 200m  | Polen Beata Sokołowska Aneta Pastuszka                           | 39,306   | Tyskland Katrin Kieseler Birgit Fischer                          | 40,854   | Spanien Beatriz Manchón Belen Sanchez                                  | 41,210   |          |
| K-2 500m  | Polen Beata Sokołowska Aneta Pastuszka                           | 1:40,150 | Ungern Kinga Bóta Katalin Kovács                                 | 1:40,348 | Tyskland Birgit Fischer Katrin Kieseler                                | 1:42,616 |          |
| K-2 1000m | Tyskland Birgit Fischer Katrin Kieseler                          | 3:44,434 | Ungern Erzsébet Viski Ágnes Szadovszki                           | 3:48,058 | Polen Aneta Pastuszka Beata Sokołowska                                 | 3:48,358 |          |
| K-4 200m  | Ungern Szilvia Szabó Erzsébet Viski Kinga Bóta Katalin Kovács    | 35,768   | Tyskland Katrin Wagner Birgit Fischer Manuela Mucke Anett Schuck | 36,588   | Spanien Beatriz Manchón Ana María Penas Izaskun Aramburu Belen Sanchez | 36,816   |          |
| K-4 1000m | Tyskland Birgit Fischer Katrin Wagner Anett Schuck Manuela Mucke | 1:31,755 | Ungern Szilvia Szabó Erzsébet Viski Rita Kőbán Katalin Kovács    | 1:31,895 | Spanien Belen Sanchez Beatriz Manchón Ana María Penas Izaskun Aramburu | 1:34,895 |          |